# Fesses nues dans l'herbe
Fesses nues dans l'herbe (néerlandais : Blote billetjes in het gras) est un stamppot néerlandais. Son nom vient du fait que des haricots blancs sont mélangés à des haricots plats verts (flat bean (en)).
La recette a acquis une certaine notoriété à la fin des années 1990 lorsque la mère de Ruud van Nistelrooij l'a préparée pour l'émission de De Regenjas (nl).
Il peut être servi seul, comme un plat végétarien (et sans gluten), ou accompagné de saucisse (braadworst (nl), rookworst (en)) ou de boulettes de viande.
Il y a aussi des variantes inspirées par l'Asie, où on ajoute entre autres du gingembre, de l'huile d'arachide et de la ketjap manis.
Le plat serait originaire soit du Brabant-du-Nord, soit de la province de Groningue.